# Eliyahu Goldratt

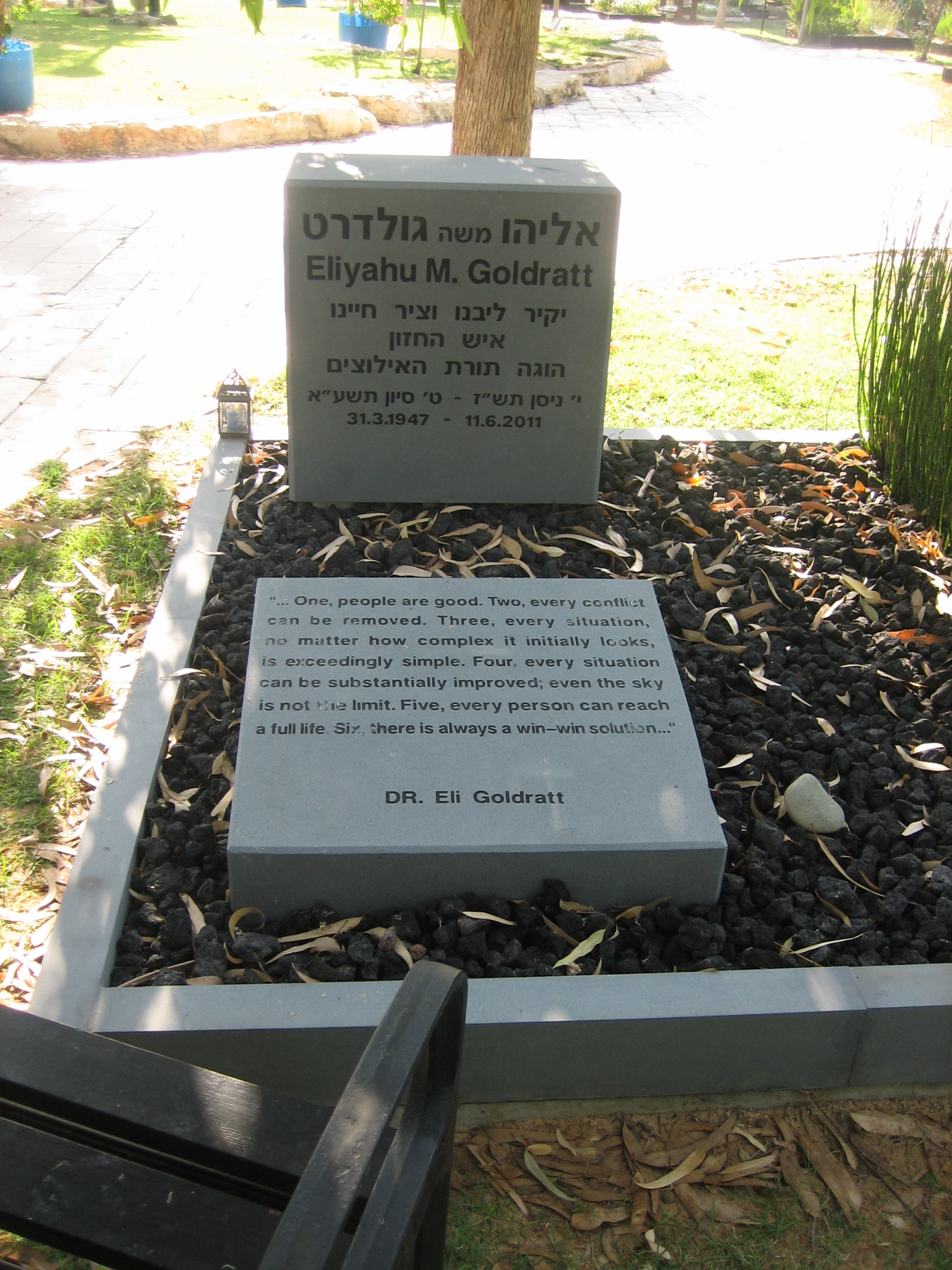
Het graf van Eliyahu Goldratt

Eliyahu Moshe Goldratt (31 maart 1947 - 11 juni 2011) was een in Israël geboren natuurkundige die businessconsultant werd. Goldratt was van huis uit natuurkundige en de bedenker van de Theory of constraints (afgekort: TOC). Hij beweerde oplossingen te hebben gevonden voor generieke problemen binnen organisaties door er wetenschappelijke methoden op los te laten.
Hij kenmerkte zich door een thriller-achtige schrijfstijl waarin hij zijn denkbeelden uiteenzet.